# Замглай (заказник)
Замгла́й — ландшафтний заказник загальнодержавного значення в Україні. Розташований у Ріпкинському районі Чернігівської області, неподалік від смт Замглай та села Ловинь. 
Площа 4 428 га. Створений у 2000 році. Перебуває у віданні трьох селищних рад: Ріпкинської, Замглайської та Ловинської. 
Охороняється болотний комплекс одного з найбільших на Лівобережному Поліссі Замглайського болотного масиву в прадолині Дніпра. До території заказника входять такі болота:
- Паристе;
- Північний Замглай;
- Центральний Замглай;
- Південний Замглай.

Це — комплекс боліт, заболочених лісів, лук, піщаних гряд та підвищень, а також обводнених кар'єрів — залишків діяльності Замглайського торфобрикетного заводу. 
Найбільші площі в заказнику займають болота, серед яких поширені відкриті осокові з осоками омською (Сагех omskiana) та ситничковидною (С. juncella). Високотравних боліт мало, невеликі площі займають чагарникові болота з вербою попелястою (Salix cinerea) з домішками інших верб — розмаринолистої (S. rosmarinifolia), чорніючої (S. myrsinifolia) та рідкісних видів верб — верби Старке (S. starkeand) та верби чорничної (S. myrtilloides), занесених до Червоної книги України. Великі популяції в заказнику утворює береза низька (Betula humilis), занесена до Червоної книги України. Вона має тут тенденцію до поширення переважно в центральній частині заказника. 
Луки заказника різноманітні, серед них поширеніші заболочені та торф'янисті, менші площі займають справжні. На лучних ділянках виявлено низку лучно-болотних видів орхідних. Це пальчатокорінники: м'ясочервоний (Dactylorhiza incarnata) та плямистий (D. maculata), а також рідкісніший вид — придніпровський ендемік — зозулинець жилкуватий (Orchis nervulosa). Серед інших видів заслуговує на увагу зростання тут валеріани високої (Valeriana exaltata), синюхи блакитної (Polemonium caeruleum), півників сибірських (Iris sibirica). Розсіяно по масиву трапляється реліктовий вид — вужачка звичайна (Ophioglossum vulgatum). На ділянках лук, які частково заліснені, відмічена любка дволиста (Platanthera bifolia), занесена до Червоної книги України, а також малопоширений вид дзвоники оленячі (Campanula cervicaria). 
Піщані підвищення заростають булавоносцем сіруватим (Corynephorus canescens). Тут зростає реліктовий вид сонцецвіт яйцевидний (Helianthemum ovatum). 
Територія заказника відбиває основні риси Замглайського болотного масиву. Тут зростає 7 вищезгаданих видів із Червоної книги України, а також низка реліктових та малопоширених у регіоні видів. Заказник є регулятором гідрологічного режиму прилеглих територій. Тут трапляються лелека чорний, журавель сірий, чернь білоока та змієїд, занесені до Червоної книги України.